# Roy Pérez
Roy Pérez (Barranquilla, 1955) es un arquitecto, carrocero, pintor, escultor y artista plástico colombiano.

## Biografía
Nació en la ciudad de Barranquilla donde estudió arquitectura en la Universidad de la Costa. En esa misma institución obtuvo una especialización en Estudios Pedagógicos, se desempeñó como catedrático y fue director del Instituto distrital de Cultura.
Dentro de su trayectoria artística ha logrado realizar más de 30 exposiciones individuales y colectivas a nivel nacional e internacional.  Ha estudiado e incursionado en los grabados, el óleo, acrílico y en el silk screen, también conocido como serigrafía, donde realizó estudios técnicos junto con los grabados. Además ha trabajado en el arte 3D o tridimensional que se basa en la técnica representada sobre tres dimensiones: largo, ancho y alto.
Además de las esculturas, Roy también ha participado en la creación de carrozas y afiches para el Carnaval de Barranquilla, que se considera la fiesta cultural más importante de Colombia. Ha trabajado para el carnaval por más de 15 años y la Alcaldía de Barranquilla.

## Trayectoria

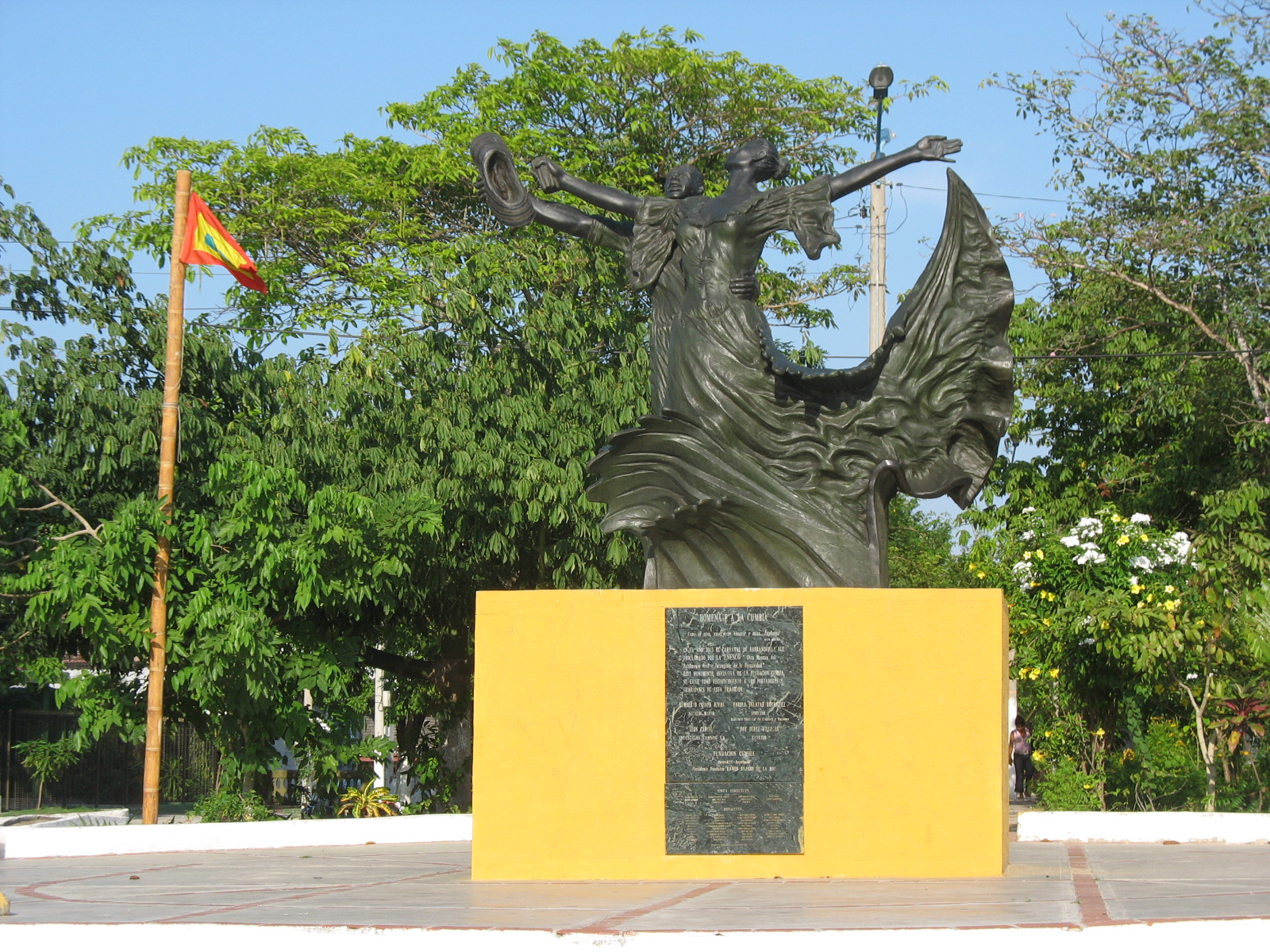
Obra Monumento a la Cumbia.

### Obras
- Monumento al porro[9]
- Camilo el cura[10]
- Los niños del agua[11]
- Monumento a la cumbia[12]
- Arco Puerta de Oro[13]
- Coco (mascota de los Juegos Deportivos Nacionales de Colombia de 1992).[14]
- Carroza El Hombre Caimán (diseñada para el Carnaval de Barranquilla de 2008).[1]

### Premios
- 3 Congos de Oro[1]